# Ljudmyla Puschkina
Ljudmyla Jossypiwna Puschkina (ukrainisch Людмила Йосипівна Пушкіна, engl. Transkription Lyudmyla Pushkina; * 2. Oktober 1965) ist eine ukrainische Marathonläuferin. 
2001 gewann sie den Istanbul-Marathon. Im Jahr darauf siegte sie beim Vienna City Marathon und beim Columbus-Marathon. 2003 verteidigte sie ihren Titel in Columbus mit ihrer persönlichen Bestzeit von 2:28:15 h. 
Einem Sieg beim California International Marathon 2004 folgten 2005 ein dritter Triumph in Columbus und ein zweiter Platz beim Dallas White Rock Marathon. 2006 wurde sie Siebte beim Los-Angeles-Marathon und Sechste beim Dublin-Marathon.